# CL-154級軽巡洋艦
| CL-154級軽巡洋艦     | CL-154級軽巡洋艦                                      |
| -------------------- | ----------------------------------------------------- |
| 画像をアップロード   |                                                       |
| 艦級概観             |                                                       |
| 艦種                 | 軽巡洋艦                                              |
| 艦名                 | 都市名を予定と推定。未命名。                          |
| 前級                 | ウースター級軽巡洋艦                                  |
| 次級                 | 原子力ミサイル巡洋艦ロングビーチ                      |
| 性能諸元(全て計画値) |                                                       |
| 排水量               | 基準7,370英トン 満載8,930英トン                       |
| 全長                 | 180.3 m                                               |
| 全幅                 | 16.9 m(水線部)                                        |
| 吃水                 | 5.8 m                                                 |
| 機関                 | ギヤード蒸気タービン 100,000hp 2軸                    |
| 最大速力             | 34.8ノット                                            |
| 航続距離             |                                                       |
| 乗員                 | 士官47名、兵員645名                                   |
| 武装                 | 54口径127mm連装砲 6基12門 40mm機銃 28門 20mm機銃 24門 |

CL-154級軽巡洋艦 (CL-154 class light cruiser) は、アメリカ海軍の軽巡洋艦の艦級。
第二次世界大戦中に6隻が計画されたが、大戦の終結前にキャンセルされた。主武装は12.7cm54口径両用砲連装6基。

## 概要
第二次世界大戦では防空巡洋艦という艦種が著しく発展したが、アメリカ海軍では、新型の47口径6インチ両用砲Mk16を搭載し、重巡洋艦並みに大型化したウースター級軽巡洋艦を設計、建造する一方、有力な防空巡洋艦であったアトランタ級軽巡洋艦の直接の後継として、新型の5インチ54口径砲を搭載する本級が計画された。
最初の計画は、1942年6月末の海軍装備局からの提案であった。建造中のオークランド級軽巡洋艦(アトランタ級第2グループ)の船体に、5インチ54口径砲の試験搭載を提案したものであった。同連装砲塔の搭載基数は4基または5基が想定されていた。しかし、この案は一旦取り下げられた。1944年春、海軍将官会議でジュノー級軽巡洋艦(アトランタ級第3グループ)の後続艦として、防空艦の検討が再開された。その際にジュノー級の追加建造が検討されたが、ジュノー級で既に重心降下や重量軽減の努力が相当程度なされたにもかかわらず、更なる重量軽減のための再設計が必要とされていた。また、アレン・M・サムナー級駆逐艦やギアリング級駆逐艦の両用砲火力が2隻でジュノー級と同等となっており、コストおよび被害時の戦力保持の観点から駆逐艦2隻の方が有利と考えられたため、ジュノー級の建造は魅力に乏しいと判断された。一方、キング海軍作戦部長はレーダーや機銃に代表される重量増加で低下した巡洋艦や駆逐艦の速度に不満で、空母機動部隊の護衛に必要な35ノットの速力を持つ艦の建造を強く要求した。海軍造船局は、ジュノー級を35ノット化した案と、5インチ54口径砲を搭載し若干大型化した船体を新規設計した案を、それぞれ複数提示した。結果、5インチ54口径砲新船体設計案が採用された。搭載武装の数および配置等の調整を経て、最終的に6隻の建造が計画された。ハルナンバーも割り当てられ、1945年度の建造計画に組み込まれたが、1945年3月にルーズベルト大統領によって本級の建造提案は却下され、未起工のままキャンセルされた。

その後、5月にフォレスタル海軍長官が大戦の戦訓を取り入れた新規の艦艇設計実施を指示し、その中に本級の再設計も含まれた。しかし検討を進める中で、本級は後にミッチャー級駆逐艦となる無防御艦、及び重巡洋艦や戦艦船体を基本とした重防御艦と比較して、艦隊防空艦としては費用対効果が悪いとしてSCB(Ship Characteristic Board)番号の付与は見送られ、以後の計画は打ち切られた。

## 船体
1945年3月のキャンセル時点での設計値は、性能諸元の通りである。アトランタ級の直接の後継艦として、その技術的継承を受けた設計が行われており、一例として、キング作戦部長の要求を実現するための100,000馬力の出力を、アトランタ級と同様に2軸でまかなっていた。35ノット達成のため、基準排水量を7,400トン以下に抑えるべく、最大限の重量軽減の努力は払われたものの(後述のジュノー級より薄い装甲、魚雷搭載断念など)、計画速力は34.8ノットとなり、要求を下回る見込みとなった。なお、フォレスタル長官の指示による再設計時にはさらなる大型化(基準排水量8,800トン、満載排水量11,050トン)が見込まれ、35ノット級の要求速力に対して2軸推進での設計は、計画当時最新の高温高圧缶(42.2kg/cm2(600psi)、摂氏468度(華氏875度))による出力増加(110,000軸馬力)でも、速力増加のための大型機関搭載とそれによる艦型増加による速力低下とのいたちごっことなっており、既に限界であると判断されていた。

## 主砲・その他
主砲は前述の通り、Mk16 5インチ54口径砲の連装両用砲である。これは、アメリカ海軍艦艇に広く両用砲として普及したMk 12 5インチ砲の後継として開発された砲であった。配置は前後に3基ずつで、重心降下のため一部の砲塔を同一甲板レベルに置いたジュノー級とは異なり、アトランタ級と同様の完全な背負い式に戻る予定であった。設計途中の案では砲塔増設の要求があり、アトランタ級第1グループ同様に舷側に主砲を設置する案等もあったが、最終的に見送られた。ただし本級に採用される予定であった連装砲架は、詳細設計が進んでおらず、性能や重量、砲の機構の信頼性等、多くが不確定な状態であった。そのため実際に完成した場合には、トラブルを抱えた可能性がある。一方、装備局は省力化及び高度に自動化された砲架の開発を約束していたが、本級には間に合わなかった。
機銃は、ボフォース40mm及びエリコン20mmの搭載を予定していたが、戦後に竣工した場合は他の艦同様に76mm50口径砲をボフォース機銃の代わりに搭載した可能性が高い。魚雷兵装については、途中まではアトランタ級巡洋艦同様、左右に魚雷発射管(4連装または5連装)の搭載が検討されており、Mk17新型魚雷(過酸化水素使用)の採用も併せて検討されていた。最終的には、キング提督からの速力35ノット達成と主砲の搭載数確保の強い優先順位指定があり、速力確保のための重量軽減によって魚雷の搭載は断念された。フォレスタル長官指示の再設計時には、40mm機銃等の代わりに新型の76mm70口径砲連装7基の搭載が検討されていた。ただし同砲は、実際には非常に大型で重く、かつ構造的に複雑で問題の多い砲として完成したため、本砲を搭載した場合には多くの問題を抱えた可能性が高かった。

## 防御
防御面はアトランタ級に準じた装甲が施される予定であったが、重量問題が厳しく、各部の弾片防御の厚さが削られるなど相当軽量化に意を払われている。舷側装甲は79mm(支持材に高張力鋼(STS)16mm)、甲板装甲は32mmの厚さを持つ。司令塔の防御装甲は撤廃され、STS16mmの弾片防御に止められた。

## 運用・評価
本級の建造は6隻が予定されたが、1945年3月にキャンセルされた。建造予定の造船所は不明である。本級は未完成に終わったため直接の評価は出来ないが、アトランタ級とジュノー級はジュノー (CL-119)以外は1950年までに退役した。また、遥かに大型のウースター級もジェット機及びミサイル時代に防空艦としての活路を見出せず、全て1950年代中に退役した。本級が建造されたとしても、同様に防空艦としての意義を早々に失い、退役を余儀なくされたと考えられる。仮にミサイル時代に対応することになったとしても、ボルチモア級重巡やクリーブランド級軽巡のような大改造を行う余地はない。改装する場合も全面改装とならないため、仮にターター・システム搭載にとどめた場合でも、実際に搭載改造を行ったミッチャー級駆逐艦やフォレスト・シャーマン級駆逐艦と比べて改造費用や搭載弾数の点で費用対効果が低いと判定され、改装は見送られて50年代中の退役は避けられなかった可能性が高い。

## 同型艦
- CL-154～CL159（未成艦）

## 参考資料
- Norman Friedman 著『U.S.CRUISERS』 NAVAL INSTITUTE PRESS、1984年、ISBN 0-87021-718-6